# Landesgesetzblatt für das Burgenland

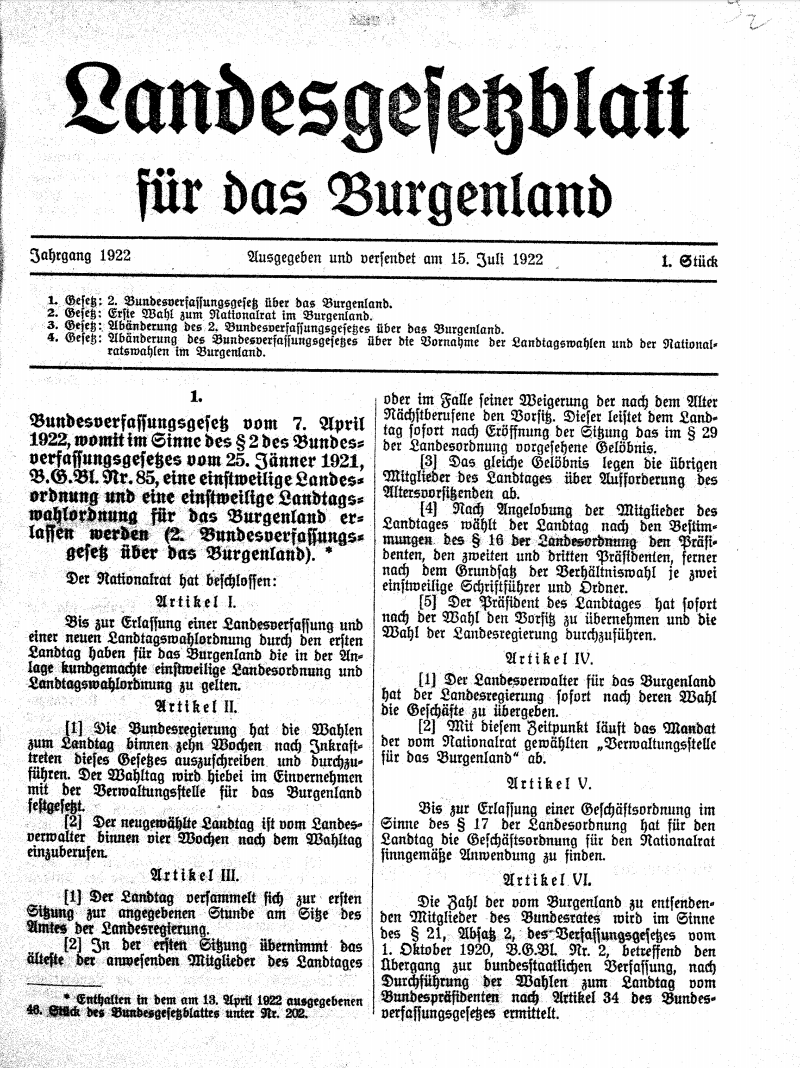
Das erste Landesgesetzblatt für das Burgenland

Das Landesgesetzblatt für das Burgenland ist ein von der burgenländischen Landesregierung herausgegebenes Gesetzblatt. In ihm werden die Landesgesetze, Verordnungen der Landesregierung und des Landeshauptmannes als Organ der mittelbaren Bundesverwaltung, Sprüche des Verfassungsgerichtshofes über die Aufhebung von Landesgesetzen und Staatsverträge (unter anderem Vereinbarungen gemäß Art. 15a B-VG) veröffentlicht. Die rechtliche Grundlage bilden Art. 34 f. des Landes-Verfassungsgesetzes sowie das Bgld. Verlautbarungsgesetz 2015.
Das erste Landesgesetzblatt für das Burgenland wurde am 15. Juli 1922 ausgegeben. Das Burgenland war zuvor als Deutsch-Westungarn (administrativ in drei Komitate gegliedert) ein Teil des Königreiches Ungarn und somit galten dessen Gesetze auch für das Burgenland. Die Einrichtung des Burgenlandes als Land der Republik Österreich wurde mit einem Bundesverfassungsgesetz vom Jänner 1921 geregelt.
Bis Ende 2014 wurden die Landesgesetzblätter von privaten Druckereien im Auftrag des Amtes der burgenländischen Landesregierung gedruckt, seit dem 1. Jänner 2015 werden sie – wie das Bundesgesetzblatt – im Rechtsinformationssystem des Bundeskanzleramtes veröffentlicht.
In der Bibliothek für historische Rechts- und Gesetzestexte ALEX der Österreichischen Nationalbibliothek können auch ältere Gesetzblätter eingesehen werden.